# Nicolás Tagliafico
Nicolás Alejandro Tagliafico (* 31. August 1992 in Buenos Aires) ist ein argentinischer Fußballspieler.

## Karriere

### Vereine
Zu seinem Profidebüt kam er in der Liga-Saison 2011 in der Auswärtspartie gegen Tigre. Hier wurde er in der 72. Spielminute eingewechselt. Dieses Spiel konnte mit 2:1 gewonnen werden. 2012 wurde Tagliafico für ein Jahr an den spanischen Verein Real Murcia ausgeliehen.
2015 wechselte er zu CA Independiente und kam im Auswärtsspiel gegen Newell’s Old Boys zum Einsatz, die mit 3:2 bezwungen wurden.
Im Januar 2018 wechselte Tagliafico in die Eredivise zu Ajax Amsterdam, wobei er im Klassieker am 21. Januar 2018 das erste Pflichtspiel bestritt.
Zur Saison 2022/23 wechselte er für 4,2 Mio. € in die Ligue 1 zu Olympique Lyon. Dort unterschrieb er einen Vertrag bis 2025.

### Nationalmannschaft
Tagliafico nahm an der Junioren-Fußballweltmeisterschaft 2011 mit der argentinischen U-20-Auswahl teil, die im Viertelfinale auf Portugal traf. Beim Elfmeterschießen verschoss er den letzten Elfmeter und Argentinien schied mit 4:5 aus.
Am 9. Juni 2017 gab er im Freundschaftsspiel gegen Brasilien sein Länderspieldebüt in der argentinischen Fußballnationalmannschaft. Tagliafico gehörte zum Kader für die Fußball-Weltmeisterschaft 2018. Auch spielte er die Copa América 2019 und gewann mit Argentinien die Bronzemedaille nach dem 2:1-Sieg gegen Chile im Spiel um Platz drei.
Beim 1:0-Finalsieg am 10. Juli 2021 über Titelverteidiger Brasilien gewann er mit seiner Mannschaft die Copa América 2021.
Am 18. Dezember 2022 gewann er mit Argentinien, durch einen 4:2 (3:3) Sieg im Elfmeterschießen im Finale gegen Frankreich die Fußball-Weltmeisterschaft 2022 in Katar.

## Erfolge
Nationalmannschaft
- Weltmeister: 2022
- Copa-América-Sieger: 2021, 2024
- Finalissima-Sieger: 2022

CA Independiente
- Copa Sudamericana: 2017

Ajax Amsterdam
- Niederländischer Meister: 2019, 2021, 2022
- Niederländischer Pokalsieger: 2019, 2021